# عملية سرية للإيقاع بالمجرمين
في تطبيق القانون، العملية السرية هي عملية خداعية تهدف إلى الإيقاع بشخص يحاول ارتكاب جريمة. تتضمن العملية النموذجية ضابط شرطة سري أو محقق أو عضو متعاون من العامة يلعب دور شريك في الجريمة أو ضحية محتملة، ويشارك في أفعال المشتبه به لجمع أدلة على ارتكابه للجريمة. أحيانًا يلجأ الصحفيون في وسائل الإعلام إلى مثل هذه العمليات لتسجيل فيديوهات وبثها لكشف الأنشطة الإجرامية.
تُعد العمليات السرية شائعة في العديد من الدول مثل الولايات المتحدة، لكنه غير مسموح بها في بعض البلدان مثل السويد. في بعض الدول، توجد قيود على تنفيذ أنواع معينة من هذه العمليات، كما هو الحال في الفلبين، حيث يُعتبر من غير القانوني أن يتنكر رجال تطبيق القانون كتجار مخدرات للإيقاع بالمشترين. أما في دول مثل فرنسا وألمانيا وإيطاليا، فهذه العمليات نادرة نسبيًا.

## أمثلة
- استخدمت الشرطة في كولومبوس، أوهايو، سيارة طعم مجهزة بتكنولوجيا المراقبة للإيقاع بثلاثة لصوص سيارات يبلغون من العمر 15 و17 عامًا.[5]
- في عام 2004، استخدمت عملية مشتركة بين الشرطة الأمريكية والبريطانية والأسترالية مواقع ويب مزيفة - تعرف أيضًا باسم مصائد العسل- للإيقاع بالهاكرز والمتحرشين بالأطفال.[6]
- ارتداء الساعات الفاخرة للقبض على لص الساعات. في أواخر عام 2022، تنكر ضباط من شرطة لندن مرتين كضحايا محتملين عبر ارتداء ساعات فاخرة مثل «رولكس». ووفقًا للشرطة، انخفضت عمليات سرقة الساعات نتيجة لهذه العمليات.[7]
- أمر قاضٍ أمريكي بالإفراج عن رجل من السجن بعد أن انتقد مكتب التحقيقات الفيدرالي (إف بي آي) لاعتماده على مخبر «مشبوه» في قضية مؤامرة وهمية لتفجير كنيس يهودي وإسقاط طائرات تابعة للحرس الوطني. ووفقًا للمدعين، قضى المتهمون شهورًا في تحديد الأهداف وتأمين ما اعتقدوا أنه متفجرات وصواريخ. وتم اعتقالهم بعد زعم أنهم زرعوا قنابل وهمية معبأة بمتفجرات خاملة زودهم بها مكتب التحقيقات الفيدرالي.
- استدراج الهاربين من مخبئهم عن طريق إرسال بريد إليهم يخبرهم أنهم فازوا بعطلة أو تذاكر رياضية في مسابقة، يمكنهم استلامها. في عملية سرية عام 1985 تعرف باسم عملية سفينة العلم، اعتقل المارشالات الأمريكيون أكثر من 100 فارٍ بالتنكر كشركة تلفزيونية تدعوهم إلى مركز مؤتمرات واشنطن لاستلام تذاكر مجانية لمباراة فريق واشنطن ريدسكينز. وفي عملية أخرى، أُنشئت شركة طيران وهمية تقدم تذاكر مجانية، واعتُقل من حضر إلى مكتب تسجيل التذاكر الوهمي في مطار ميامي الدولي. تعد مثل هذه الاعتقالات أكثر أمانا من اعتقال الهاربين في منزلهم، لأن الهدف غالبًا ما يكون غير مسلح وغير متأهب.[8]
- ترتيب شراء شخص تحت السن القانونية للمشروبات الكحولية أو منتجات التبغ من متجر، أو طلبهم من شخص بالغ شراء هذه المنتجات لهم.[9]
- تنكرت الشرطة البلجيكية كطاقم تصوير فيلم وثائقي لإغراء قرصان صومالي للقدوم إلى البلاد، يُعتقد أنه خطف سفينة مسجلة في بلجيكا. تم القبض عليه في مطار بروكسل وحُكم عليه بالسجن لمدة 20 عامًا.[10]
- نسقت الشرطة الكندية والأمريكية حفل زفاف وهمي بين عميلين سريين من مكتب التحقيقات الفيدرالي، وكان الاحتفال في الواقع عملية تستهدف شبكة دولية للتهريب والتزوير مقرها الصين. أوقفت الشرطة المحلية ثمانية ضيوف في طريقهم إلى الحدث. وصرحت السلطات بأن المتهمين كانوا يهربون عملة أمريكية مزورة بدقة عالية، وسجائر محظورة، ومخدرات، وأسلحة غير قانونية.[11][12]
- نشر إعلان في صحيفة بحثًا عن نوع من العناصر النادرة المعروف بأنها مسروقة. في عام 1998، تعاونت ثلاث وكالات لتنفيذ عملية سرية تمكنت من استعادة قطعة صخرية تُعرف باسم «صخرة القمر الخاصة بهندوراس» من خزنة محصنة في ميامي. عُرفت العملية السرية باسم «عملية خسوف القمر» وكانت الوكالات المشاركة هي مكتب المفتش العام التابع لناسا ودائرة التفتيش البريدي الأمريكية والجمارك الأمريكية. عُرضت الصخرة القمرية على عملاء سريين مقابل 5 مليون دولار أمريكي. وغطت الصحفية كريستينا ريد القصة في مجلة جيوتايم (Geotime) عام 2002. وكانت عملية خسوف القمر ومشروع صخرة القمر موضوع كتاب «قضية الصخور القمرية المفقودة» أو (The Case of the Missing Moon Rocks) للكاتب جو كلوك.[13][14]
- في عام 2021، تم القبض على ديفيد بالانتاين سميث، وهو حارس أمني يعمل في السفارة البريطانية في برلين، لتسريبه معلومات سرية إلى السلطات الروسية. بدأت العملية السرية بعد إرسال سميث رسالة في عام 2020 إلى أحد أفراد الطاقم العسكري في السفارة الروسية في برلين. يُزعم أن سميث تلقى أموالًا مقابل المعلومات السرية؛ حيث وُجدت مبالغ غير مبررة، بما في ذلك 800 يورو في منزله في بوتسدام. قام أحد العملاء البريطانيين السريين بالتنكر كمخبر روسي زائر تحت اسم مستعار «دميتري»، وعندما قام سميث بمرافقته داخل المبنى، ظهر سميث في كاميرات المراقبة وهو يسجل اللقطات السابقة لدميتري. التقى به عميل بريطاني سري آخر في الشارع وادعى أنه ضابط مخابرات روسي يُدعى «إيرينا»، وكان مكلفًا بلعب دور ضابط تابع لوكالة الاستخبارات العسكرية الروسية للتحقق مما إذا كان دميتري قد أعطى المملكة المتحدة معلومات قد تضر بروسيا. وفي تسجيل سري، أخبر سميث «إيرينا» بأنه بحاجة إلى التحدث إلى «شخص ما» (هذا الشخص هو دميتري) أولًا قبل تقديم أي معلومات.[15]
- التنكر كشخص قاصر على الإنترنت للإيقاع بالمتحرشين الإلكترونيين والقبض عليهم أثناء تنفيذ أفعالهم.[16]